# 宽花香茶菜
宽花香茶菜（学名：Isodon scrophularioides）为唇形科香茶菜属下的一个种。